# De sinistere site
De sinistere site is een album van Suske en Wiske uit 2006.
Het is een speciale uitgave die op verzoek van de Belgische Staatssecretaris voor de Informatisering van de Staat Peter Vanvelthoven door Studio Vandersteen werd gemaakt. Het is bedoeld om de onzichtbare gevaren van het internet onder de aandacht te brengen.
Het scenario voor dit verhaal is geschreven door Erik Meynen, in samenwerking met Peter Van Gucht.

## Personages
In dit verhaal spelen de volgende personages mee:
- Suske, Wiske met Schanulleke, tante Sidonia, Lambik, Jerom, professor Barabas, Zwanzerik van Zwabberzwit, grootmeester van de Orde der Boze Tovenaars, monteur van firma Kabelflits, muiswachters, kinderen, spammail, Langpoot (spin)

## Uitvindingen
In dit verhaal spelen de volgende uitvindingen een rol:
- supercomputer, de teletijdmachine.

## Het verhaal
De tovenaar Zwanzerik daagt de grootmeester van de Orde der Boze Tovenaars uit tot een toverduel. De winnaar zal de grootmeester van de Orde worden, de verliezer zal zijn toverkracht verliezen. Er volgt een theoretisch examen en de tovenaars moeten een kind omtoveren in een konijn.
Daar transformaties niet zijn sterkste punt zijn besluit Zwanzerik te oefenen. Hij laat zijn glazen bol aansluiten op het internet, waarna hij een magische website maakt. Suske werkt aan zijn spreekbeurt over cactussen als er plotseling een clown op zijn beeldscherm verschijnt. Suske vertelt tante Sidonia over de clown en zegt dat hij nooit zijn naam, adres en telefoonnummer aan iemand zou geven via het internet. Wiske gaat stiekem naar de computer en legt haar hand op het beeldscherm. Tante Sidonia en Suske horen een knal en vinden Schanulleke bij de computer, maar Wiske is verdwenen.
Wiske is aangekomen in de website van Zwanzerik, er zijn nog meer kinderen die hun hand op hun beeldscherm hebben gelegd. Professor Barabas onderzoekt de computer en ziet dat er een magisch krachtveld in werking is waardoor alles wat met het veld in contact komt gedigitaliseerd en opgezogen wordt. Professor Barabas wil de werking van het programma omkeren met zijn supercomputer in zijn laboratorium. Zwanzerik wil Wiske omtoveren in een konijn, maar raakt zijn muiswachter. Dan merkt Zwanzerik dat zijn site wordt gehackt en gekopieerd en hij gaat snel naar zijn hut om zijn toverboek te zoeken. Professor Barabas heeft het digitaliseerprogramma verwerkt in zijn teletijdmachine en nu kunnen de vrienden ook naar de digitale dimensie reizen. Maar Zwanzerik heeft zijn site inmiddels beveiligd en het lukt professor Barabas niet om Wiske terug te flitsen naar het laboratorium.
Tante Sidonia gaat naar Lambik en hoort dat Jerom verkouden is en slaapt. Suske en Lambik reizen naar de digitale wereld en krijgen een computercamera met ingebouwde gsm mee, zodat ze contact met professor Barabas kunnen houden. Ze zien veel van hun eigen spullen en bekende figuren in hun eigen website en surfen door het web op zoek naar de site van Zwanzerik. Het is Zwanzerik eindelijk gelukt om Wiske in een konijn te veranderen. In de site van Circus Minimus worden Suske en Lambik aangevallen door spammail en vallen door het web, maar plotseling staken de spammails de aanval. Suske en Lambik blijken bij de sinistere site van Zwanzerik aangekomen te zijn en Suske wordt naar binnen gezogen. Lambik wordt aangevallen door Langpoot, een spin. Jerom wordt naar het web geflitst en ziet dat Lambik gevangen zit in het world wide web van de spin. Jerom steekt de spin aan met zijn verkoudheidsvirus en al snel is de hele site van Zwanzerik besmet.
Door het virus gaat de deur van de cel open en de kinderen kunnen ontsnappen. De site stort in elkaar en Jerom vindt de kinderen. Jerom bevrijdt Lambik uit het world wide web en dan wordt professor Barabas opgeroepen. De kinderen worden uit het web weggeflitst, maar Jerom, Suske, Wiske en Lambik blijven achter. Zwanzerik kan Jerom gevangennemen doordat hij verzwakt is door de verkoudheid en hij verwijdert het virus uit de website. De website is opnieuw superbeveiligd en de teletijdmachine kan de vrienden niet meer terugflitsen. Als de spin Jerom wil aanvallen blijkt ook zijn verkoudheidsvirus door de viruskillerspreuk verdwenen te zijn. Jerom verslaat de spin en Lambik kan als eerste uit de website ontsnappen via de glazen bol van de tovenaar.
De vrienden komen aan in de hut van Zwanzerik en Jerom slaat de glazen bol kapot. Zwanzerik zit nu gevangen in zijn eigen website. De grootmeester van de Orde der Boze Tovenaars verklaard het toverduel ongeldig omdat Zwanzerik niet komt opdagen. Hij ontneemt hem zijn toverkracht, en maakt daarmee al zijn betoveringen ongedaan. Wiske krijgt dan haar normale uiterlijk terug, en ook alle andere kinderen worden weer normaal.
Op het eind blijkt Lambik een contactadvertentie op het internet geplaatst te hebben. Hij heeft zichzelf iets anders omschreven dan hij in werkelijkheid is. Als de jonge blondine die op zijn advertentie heeft gereageerd aanbelt blijkt ook zij gelogen te hebben over haar uiterlijk.

## Uitgaven

### Verdeling in België
Het album is in 2006 aan de kinderen uit de oudste klas van basisscholen uitgereikt in het kader van een bewustwordingsprogramma. Bij de uitreiking van het album ontvingen de kinderen ook het Belgische digitale identiteitsbewijs e-ID en een gratis kaartlezer om die identiteitskaart te kunnen gebruiken tijdens het chatten.

### Verdeling in Nederland
In september 2007 werd het album verspreid onder leerlingen van de Nederlandse basisscholen. Kennisnet heeft het album, begeleid door lesbrieven voor leerkrachten, opgenomen in het programma Veilig internetten.
In 2010 brachten Prima en Mediawijzer.net het album uit als onderdeel van een leerpakket.